# Droga wojewódzka 655
Die Droga wojewódzka 655 (DW 655) ist eine polnische Woiwodschaftsstraße. Auf einer Länge von 120 Kilometern verläuft sie in Ost-West-Richtung innerhalb der beiden Woiwodschaften Ermland-Masuren und Podlachien, die sie untereinander verbindet und dabei die Kreise Giżycko (Lötzen), Olecko (Oletzko/Treuburg) und Suwałki (Suwalken/Sudauen) durchfährt. Außerdem ist sie ein Bindeglied zwischen der Schnellstraße S 61, den Landesstraßen DK 63 und DK 65 sowie den Woiwodschaftsstraßen DW 651, DW 652, DW 653, DW 661, DW 662 sowie DW 664.

## Straßenverlauf der DW 655
Woiwodschaft Ermland-Masuren:
Powiat Giżycki (Kreis Lötzen)
- Kąp (Kampen) (→ : (Russland–) Perły (Perlswalde) – Giżycko (Lötzen) ↔ Pisz (Johannisburg) – Łomża – Siedlce – Sławatycze (– Belarus))
- Upałty (Upalten)
- Siedliska (Schedlisken/Dankfelde)
- Sucholaski (Sucholasken/Rauschenwalde)
- Wydminy (Widminnen)
- Mazuchówka (Masuchowken/Rodental)
- Gawliki Wielkie (Groß Gablick)
- Pietrasze (Pietraschen/Petersgrund) (Dorf)

Powiat Olecki (Kreis Oletzko/Treuburg)
- Pietrasze (Pietraschen/Petersgrund) (Gut)
- Wronki (Wronken/Fronicken)
- Dunajek (Duneyken/Duneiken)
- Doliwy (Doliwen/Teichwalde)
- Duły (Dullen)
- Olecko-Kolonia
- Olecko (Marggrabowa(Oletzko)/Treuburg) (→ : (Russland–) Gołdap (Goldap) → Olecko – Ełk (Lyck) – Grajewo – Białystok – Bobrowniki (–Belarus))
- Wieliczki (Wielitzken/Wallenrode)
- Niedźwiedzkie (Niedzwetzken/Bärengrund)
- Sobole (Sobollen/Richtenberg)
- Cimochy (Groß Czymochen/Reuß) (→ : Cimochy – Wierzbowo (Wiersbowen/Waldwerder) – Kalinowo (Kallinowen))

Woiwodschaft Podlachien:
Powiat Suwalski
- Raczki (→ : Raczki – Augustów – Lipszczany)
- Suwałki (Suwalken/Sudauen) (→ : (Tschechien–) Kudowa-Zdrój (Bad Kudowa) – Breslau – Warschau – Białystok → Suwałki – Budzisko (– Litauen), → : Suwałki – Filipów – Kowale  Oleckie (Kowahlen/Reimannswalde), → : Sedranki (Seedranken) – Szczecinki (Sczeczinken/Eichhorn) → Suwałki – Sejny – Poćkuny)
- Jeleniewo
- Rutka-Tartak (→ : Gołdap (Goldap) – Olecko (Marggrabowa (Oletzko/Treuburg)) → Rutka-Tartak – Sejny)